# Любовница (фильм, 1992)
«Любовница» (англ. Mistress) — американский комедийно-драматический фильм 1992 года, снятый режиссёром Барри Праймусом по сценарию, написанному им совместно с Дж. Ф. Лоутоном.

## Сюжет
Разорённый голливудский сценарист и режиссёр по имени Марвин Лэндисман работает над малобюджетными учебными фильмами, когда его старый сценарий прочитал Джек Рот, отчаянный продюсер в прошлом, который предлагает помочь бедному Марвину найти инвесторов для его фильма.
Люди, желающие отдать деньги, найдены, включая  эксцентричного миллионера Джорджа, взволнованного ветерана войны Кармайнна и беспощадного бизнесмена Эвана. Но у каждого есть дама, на участии которой в фильме он настаивает. Они требуют весёлую блондинку Пегги, алкоголичку-стюардессу Патришу и диву Беверли.

## Актёрский состав
- Роберт Вул — Марвин Лэндисман
- Мартин Ландау — Джек Рот
- Илай Уоллак — Джордж Либерхофф
- Дэнни Айелло — Кармайн Рассо
- Роберт де Ниро — Эван М. Райт
- Лори Меткалф — Рэйчел Лэндисман
- Тьюзди Найт — Пегги Полин
- Джин Смарт — Патриша Райли
- Шерил Ли Ральф — Беверли Дюмонт
- Джейс Александер — Стюарт Стрэтлэнд-младший
- Кристофер Уокен — Уоррен Зелл
- Тим Бэгли — студент Митча